# Tin Machine
Tin Machine – brytyjsko-amerykański zespół rockowy, istniejący w latach 1988–1992.

## Historia
David Bowie po zakończeniu promocji albumu Never Let Me Down nawiązał współpracę z gitarzystą Reevesem Gabrielsem. Razem rozpoczęli pracę nad nowym materiałem muzycznym. W lipcu 1988 Bowie odnowił współpracę z braćmi Tonym i Huntem Salesami, z którymi występował już jako suport przed koncertami Iggy Popa pod koniec lat 70. Wtedy narodziła się idea założenia wspólnego zespołu. Inspiracjami muzycznymi były The Pixies, Jimi Hendrix, Mountain a dla Gabrielsa Cream i Jeff Beck. Grupa przyjęła nazwę „Tin Machine” od tytułu jednej z kompozycji.
Na przełomie 1988 i 1989 zespół zarejestrował materiał na debiutancki album, wydany w maju 1989 i promowany trasą koncertową. W 1990 zespół zawiesił działalność w związku z solowym tournée Bowiego. Tin Machine powrócił w marcu 1991, podpisując kontrakt z Victory Music i publikując drugi album. Od października 1991 do lutego 1992 zespół promował płytę podczas It`s My Life Tour. Po opublikowaniu w 1992 albumu koncertowego i jego słabej sprzedaży zespół zakończył działalność. Bowie powrócił do działalności solowej, kontynuując współpracę z Gabrielsem.

## Skład
- David Bowie – śpiew
- Reeves Gabrels – gitara
- Tony Sales – gitara basowa
- Hunt Sales – perkusja

## Dyskografia

### Albumy studyjne
- Tin Machine (23 maja 1989; UK#3, US#28)
- Tin Machine II (2 września 1991; UK#23, US#126)

### Albumy koncertowe
- Tin Machine Live: Oy Vey, Baby (1992)

### Single
| Rok  | Tytuł                      | Najwyższa pozycja | Najwyższa pozycja | Najwyższa pozycja  | Album          |
| Rok  | Tytuł                      | UK Singles Chart  | US Modern Rock    | US Mainstream Rock | Album          |
| ---- | -------------------------- | ----------------- | ----------------- | ------------------ | -------------- |
| 1989 | Under the God              | 51                | 4                 | 8                  | Tin Machine    |
| 1989 | Heaven's in Here           | —                 | 12                | —                  | Tin Machine    |
| 1989 | Tin Machine/Maggie’s Farm  | 48                | —                 | —                  | Tin Machine    |
| 1989 | Prisoner of Love           | 78                | —                 | —                  | Tin Machine    |
| 1991 | You Belong in Rock n' Roll | 33                | —                 | —                  | Tin Machine II |
| 1991 | Baby Universal             | 48                | 21                | —                  | Tin Machine II |
| 1991 | One Shot                   | —                 | 3                 | —                  | Tin Machine II |